# 한국형수치예보모델개발사업단
한국형 수치 예보 모델 개발 사업단(韓國型數置豫報-開發事業團, Korea Institute of Atmospheric Prediction Systems, KIAPS)은 대한민국 지형에 적합하고, 보다 정확하며, 기상 선진국들과 어깨를 나란히 할 한국형수치예보모델(KIM, Korean Integrated Model) 개발을 통해 기상재해 피해 경감 및 수치예보분야 글로벌 경쟁력을 확보하기 위하여 대한민국 독자적 수치예보기술 확보 및 단/중기 기상예측용 소프트웨어를 개발하고, 국민생활에 편의를 제공하고 더 나아가 기상산업의 발전을 이뤄 국가경쟁력 제고에 기여하기 위하여 설립된 재단법인이다.

## 주요업무
- 한국형 수치 예보 모델 개발, 평가, 보급
- 한국형 수치 예보 모델의 현업 운영을 위한 제반 기술의 개발과 보급
- 국제 공동 연구 등 한국형 수치 예보 모델 관련 제반 연구 개발
- 한국형 수치 예보 모델 개발과 응용 역량 배양을 위한 교육·훈련
- 전문가 교환 방문 연구 및 초청·방문 과학자 프로그램 운영
- 국내외 관련 기관 및 기구와의 교류·협력
- 서적·정기 간행물·보고서·연구 논문 등의 발간 및 보급
- 학술 및 국제 협력회의 등의 개최·참가

## 사업목표
- 수치 모델 분야 글로벌 경쟁력 확보
- 세계 일류 수준의 기상기술 자립화 달성

## 연혁
- 2017년 10월 사업단 조직개편(2본부 6팀 2실)
- 2017년 10월 2017 KIAPS 국제심포지엄 개최, 제6회 과학자문위원회 개최
- 2017년 5월 2016년도 기상청 기타공공기관 경영실적평가 결과 ‘우수’ 등급
- 2017년 5월 2017년 미래부 국가R&D성과평가(중간평가) 결과 ‘우수’ 등급
- 2017년 5월 2017 KIAPS 실시간 수치예보 국제 워크숍 개최
- 2017년 4월 사업단 모델 시험운영 시작
- 2017년 3월 제3대 홍성유 사업단장 연임
- 2016년 12월 2단계 사업 완료, 기상청 단계평가 결과 ‘매우 우수’ 등급
- 2016년 11월 제2회 기술자문위원회 개최
- 2016년 10월 2016 KIAPS 국제심포지엄 개최, 제5회 과학자문위원회 개최
- 2016년 6월 2015년도 기상청 기타공공기관 경영실적평가 결과 ‘양호’ 등급
- 2016년 5월 2016 KIAPS 차세대 수치예보 국제 워크숍 개최
- 2016년 1월 2015년도 공공기관 고객만족도 조사 결과 ‘양호’ 등급
- 2015년 11월 제1회 기술자문위원회 개최
- 2015년 10월 2015 KIAPS 국제심포지엄 개최, PDEs 워크숍 개최, 제4회 과학자문위원회 개최
- 2015년 7월 준실시간 예보시스템 운영시작
- 2015년 1월 기타공공기관 지정
- 2014년 10월 2014 KIAPS 국제 심포지엄 개최, 제 3회 국제 자문위원회 개최
- 2014년 8월 사업단 조직개편(2본부 6팀 1실)
- 2014년 3월 3일 제2대 사업단장 홍성유 박사 취임
- 2013년 12월 기상청 단계평가 결과 '매우 우수'등급
- 2013년 10월 28일~30일 2013 KIAPS 국제 심포지엄 개최
- 2013년 4월 17일 ~ 19일 기상학회 50주년 기념 KIAPS 국제 포럼 및 워크숍
- 2012년 11월 15일 제1회 국제 자문위원회 개최
- 2012년 11월 12일~14일 2012 KIAPS 국제 심포지엄 개최
- 2012년 7월 23일~27일 2012국제워크숍 및 여름학교 개최
- 2012년 3월 16일 제1대 사업단장 김영준 박사 취임
- 2011년 12월 6일~7일 수치예보 서비스 20주년 기념 국제 심포지엄 개최
- 2011년 2월 15일 재단법인 한국형수치예보모델개발사업단 설립
- 2011년 1월 11일 한국형수치예보모델개발사업단 준비단 출범

## 조직
- 국제 자문 위원회
- 수치 예보 자문 위원회
- 개발 본부
  - 수치 모델팀
  - 자료 동화팀
  - 체계 구축팀
- 예보 본부
  - 예보 검증팀
  - 응용 분석팀
  - 전산 운영팀
- 융합 전략실
- 연구 지원실

### 이사회

#### 한국형 수치 예보 모델 개발 사업 단장
- 과학 자문 위원회
- 기술 자문 위원회
- 융합 전략실
- 연구 지원실

##### 개발 본부
- 수치 모델팀
- 자료 동화팀
- 체계 구축팀

##### 예보 본부
- 예보 검증팀
- 응용 분석팀
- 전산 운영팀